# Jean-Sifrein Maury

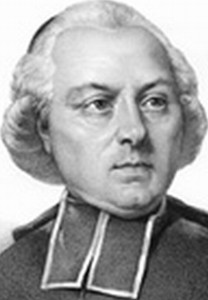
Jean-Sifrein Maury.

Jean-Sifrein Maury (Valréas, 26 juni 1746 – Rome, 11 mei 1817) was een Frans kardinaal en politicus. Van 1794 tot 1816 was hij bisschop van Montefiascone en van 1810 tot 1814 aartsbisschop van Parijs.

## Levensloop
Maury groeide op in een familie van schoenmakers, die na de opheffing van het Edict van Nantes het protestantisme afzwoer en zich tot de rooms-katholieke kerk bekeerde. De welbespraakte jongeman studeerde theologie in het Seminarie Saint-Charles in Avignon en trok in 1765 naar Parijs. Hij kreeg veel lof voor de indrukwekkende doodsberichten die hij schreef over dauphin Lodewijk Ferdinand en gewezen koning van Polen Stanislaus Leszczyński. In 1769 ontving Maury zijn priesterwijding en in 1771 werd hij benoemd tot vicaris-generaal van het bisdom Lombez in Gascogne. Hij werd echter vooral bekend voor zijn geestrijke redes die hij hield over beroemde persoonlijkheden in de Académie française. Ook schreef hij in 1772 een in het Louvre voorgedragen lofrede over de Franse koning Lodewijk IX de Heilige, wat hem veel bijval van het publiek opleverde en waardoor hij in commendam de Abdij van La Frénade in het bisdom Saintes kreeg toegewezen. In 1785 werd abt Maury zelf opgenomen in de Académie française en in het voorjaar van 1789, in aanloop naar de Franse Revolutie, zetelde hij als afgevaardigde van de clerus in de Staten-Generaal.
Maury verzette zich vervolgens tegen de vereniging van de drie standen tot de Nationale Grondwetgevende Vergadering, de zogeheten Constituante. Samen met Jacques Antoine Marie de Cazalès en André Boniface Louis Riquetti de Mirabeau behoorde hij er tot de zijde van de contrarevolutionairen. De schitterende redenaar en aanhanger van het verlicht despotisme verdedigde de voorrechten van de kroon, de geestelijkheid en de adel en pleitte voor het behoud van de sociale orde van het ancien régime. Daarnaast was hij een consequente voorvechter van het koninkrijk van Lodewijk XVI en verzette hij zich tegen de Constitution civile du clergé en de verkoop van nationale goederen.
Na de ratificatie van de Franse grondwet van september 1791 emigreerde Maury via Brussel naar Koblenz, waar hij zich aansloot bij de royalisten. Begin 1792 begaf hij zich naar Rome, waar hij zich inzette voor de belangen van de graaf van Provence, de latere koning Lodewijk XVIII. Paus Pius VI benoemde Maury in april 1792 tot titulair bisschop van Nicea om dan als vertegenwoordiger van de Heilige Stoel afgevaardigd te worden naar de kroning van keizer Frans II van het Heilige Roomse Rijk in Frankfurt am Main. In 1794 volgde zijn benoeming tot pauselijk legaat en bisschop van Montefiascone. Tegelijk kreeg hij de titel van kardinaal, met Trinità dei Monti als titelkerk. Nadat Rome in 1798 ingenomen werd door Franse troepen, moest kardinaal Maury via Venetië naar Sint-Petersburg vluchten. In 1799 keerde hij met volmacht van de geëmigreerde Bourbons terug naar Italië, waar hij in 1799-1800 in Venetië het conclaaf bijwoonde dat Pius VII verkoos als nieuwe paus. Vervolgens leefde hij weer in Rome.
Na de kroning en de zalving van Napoleon Bonaparte tot keizer van Frankrijk in december 1804 erkende kardinaal Maury diens regime. In 1806 wilde de graaf van Provence hem nog benoemen tot diens ambassadeur bij het Vaticaan, maar hij weigerde het aanbod en keerde hetzelfde jaar terug naar Frankrijk. Maury werd een steeds grotere bondgenoot van de Franse keizer en hielp hem in 1809 bij diens scheiding van Joséphine de Beauharnais. Als beloning benoemde Napoleon hem na de dood van Jean Baptiste de Belloy in 1808 tot beheerder van het aartsbisdom Parijs. Twee jaar later, op 10 oktober 1810, werd hij, ondanks het verzet van paus Pius VII, benoemd tot aartsbisschop. Bovendien werd hij in 1806 benoemd tot senator van het Eerste Franse Keizerrijk en in 1810 tot graaf van het Keizerrijk.
Na de Restauratie van de Bourbons en de troonsbestijging van Lodewijk XVIII in juni 1814 moest kardinaal Maury Frankrijk verlaten. Hij trok opnieuw naar Rome, waar paus Pius VII hem wegens ongehoorzaamheid aan de paus enkele maanden liet opsluiten in de Engelenburcht. Ook werd hij in 1816 gedwongen om het bisdom Montefiascone af te staan en werd hij dat jaar eveneens uit de Académie française gezet. Na zijn vrijlating bracht de zieke en gebroken Maury de rest van zijn dagen door in het klooster San Silvestro in Rome. Daar stierf hij in mei 1817 op 70-jarige leeftijd.